# Boris Jurjewitsch Scharkow

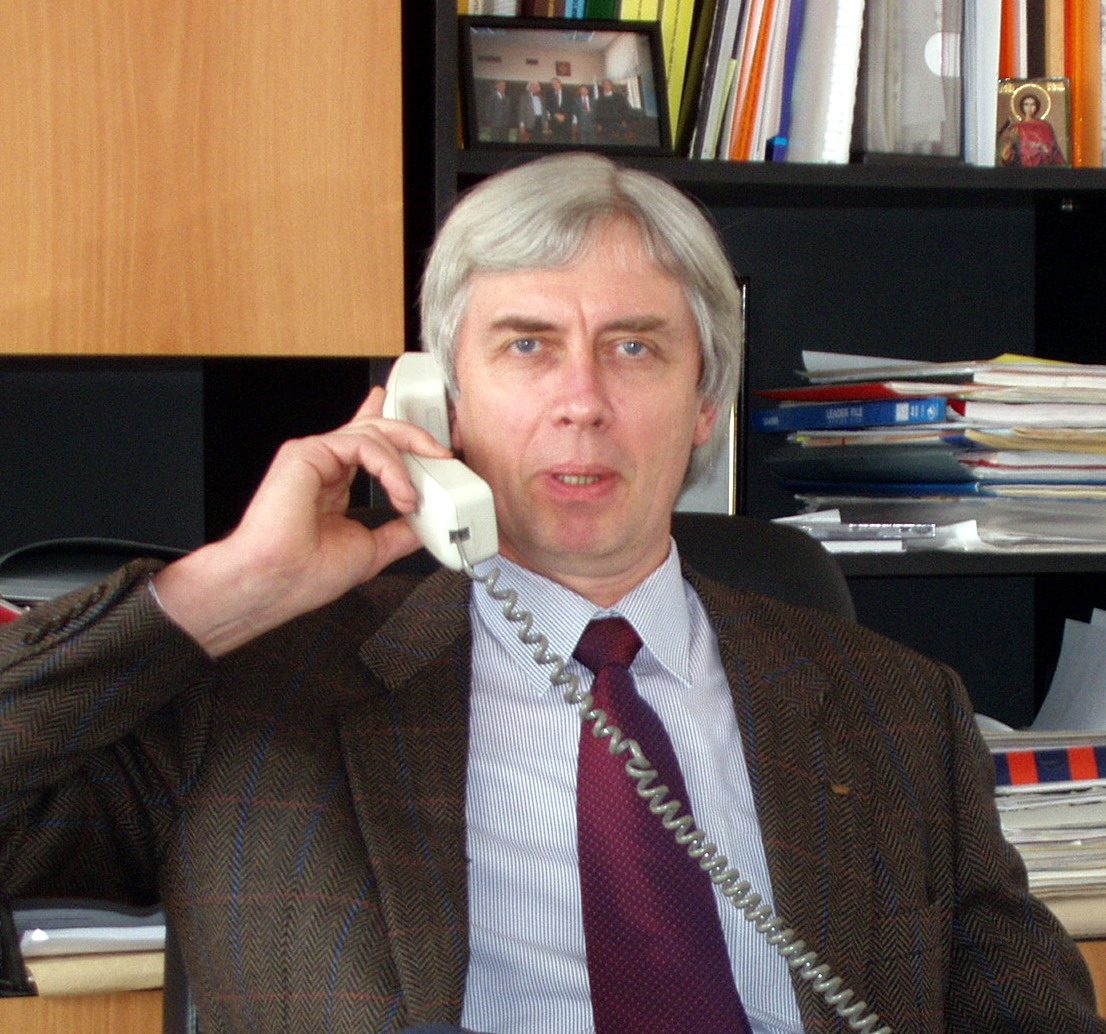
Boris Scharkow (2005)

Boris Jurjewitsch Scharkow (russisch Борис Юрьевич Шарков, englische Transkription Boris Sharkov; * 11. Februar 1950 in Moskau) ist ein russischer Physiker.

## Leben
Boris Scharkow studierte von 1967 bis 1973 Physik am Moskauer Institut für Technische Physik (MIFI), an der Fakultät für theoretische und experimentelle Physik. 1979 promovierte er in Plasmaphysik.
Auf Einladung von ITEP organisierte er die Gruppe für Schwerionenforschung in lasererzeugten Plasmen, die sich mit der Entwicklung der Quelle von hochgeladenen Ionen für den ITEP-Beschleuniger beschäftigt. 1991 erwarb er seinen zweiten Doktortitel (Habilitation) in „Physik der Ionenbündel der geladenen Teilchenstrahlen und Beschleunigerphysik“. 1999 bekam er den Professorentitel der Höchsten Attestationskommission Russlands und seit 2005 hat er einen Lehrstuhl an der Nationalen Forschungsuniversität für Kerntechnik „MIFI“. Seit 1996 ist Boris Scharkow ein Co-Autor und Leiter des Projekts der Modernisierung des ITEP-Beschleunigers: der ITEP-Protonenbeschleuniger soll in einen Schwerionenbeschleuniger umgebaut werden. 1997 war er Vizedirector und von 2005 bis 2008 Direktor des Staatlichen Forschungszentrums ITEP in Moskau.
Seit 2010 war er wissenschaftlicher geschäftsführender Direktor der Facility for Antiproton and Ion Research in Europe; Nachfolger wurde zum 1. Januar 2017 Paolo Giubellino.

## Wirken
Boris Scharkow ist ein Spezialist auf dem Gebiet der Physik der Materie in extremen Zuständen, sowie im Bereich der Beschleunigerphysik. Die wichtigsten wissenschaftlichen Ergebnisse von Boris Scharkow sind den Problemen der Schwerionenfusion und den damit verbundenen Studien der extremen Zustände der Materie unter dem Einfluss von konzentrierten Energieflüssen der Schwerionen in der dichten ionisierten Materie gewidmet. Er ist Autor und Co-Autor von rund 200 Publikationen, darunter befinden sich vier Bücher und drei Patente.
Boris Scharkow ist ein Mitglied der Nuclear Society of Russia, Mitglied der Editorial Boards von drei wissenschaftlichen Zeitschriften, Mitglied der Wissenschaftlichen Räte der State Corporation „Rosatom“ und der Russischen Akademie der Wissenschaften. Von 2006 bis 2012 war er Mitglied des Boards für Plasmaphysik der European Physical Society.
2006 wurde er zum korrespondierenden und 2016 zum vollen Mitglied der Russischen Akademie der Wissenschaften gewählt. Boris Scharkow hat zahlreiche Auszeichnungen, inzwischen ist er Laureat des „Staatlichen Preises der Regierung Russischer Föderation auf dem Gebiet der Wissenschaft und Technologie“ und der Gewinner des Veksler-Preises der Russischen Akademie der Wissenschaften. 2016 wurde er zum Mitglied der Academia Europaea gewählt.